# Teodor Popoviciu
Teodor Popoviciu (n. secolul al XIX-lea, Vârciorog, comitatul Bihor, Regatul Ungariei – d. secolul al XX-lea) a fost delegat în Marea Adunare Națională de la Alba Iulia, organismul legislativ reprezentativ al „tuturor românilor din Transilvania, Banat și Țara Ungurească”, cel care a adoptat hotărârea privind Unirea Transilvaniei cu România, la 1 decembrie 1918.

## Biografie
Teodor Popoviciu s-a născut în Vârciorog, Bihor și a fost proprietar.

## Activitate politică
A luat parte la Marea Adunare Națională de la Alba Iulia de la 1 Decembrie 1918 unde a votat Marea Unire ca delegat al cercului electoral Aleșd.